# 竜門山地
竜門山地（りゅうもんさんち）は、奈良県内にある奈良盆地と吉野川（紀の川）および宇陀川（宇陀盆地）の間に広がる山地。

## 地理
金剛山地の東斜面、御所市と五條市の市境に広がる丘陵地帯から東へ徐々に尾根を形成しつつ標高を上げてゆき最高峰の竜門岳へと達して宇陀山地（または高見山地）へと続く。途中、龍在峠から北へ延びる尾根があり御破裂（ごはれつ）山に通じる。また龍在峠と竜門岳の途中から分岐して北へ延び音羽三山（熊ヶ岳、経ヶ塚山、音羽山）へと続き北端では初瀬川によって笠置山地（大和高原）に区切られる。
金剛山地から竜門岳までの南斜面と吉野川（紀の川）の間には中央構造線が走っている。

## 主な山
- 高取山（583.61 m） - 高取城跡の天守閣跡に三等三角点がある。
- 御破裂山（607.38 m） - 談山神社の北側にある山。
- 竜門岳（904.09 m）
- 熊ヶ岳（904 m）
- 経ヶ塚山（889 m）
- 音羽山（851.34 m）

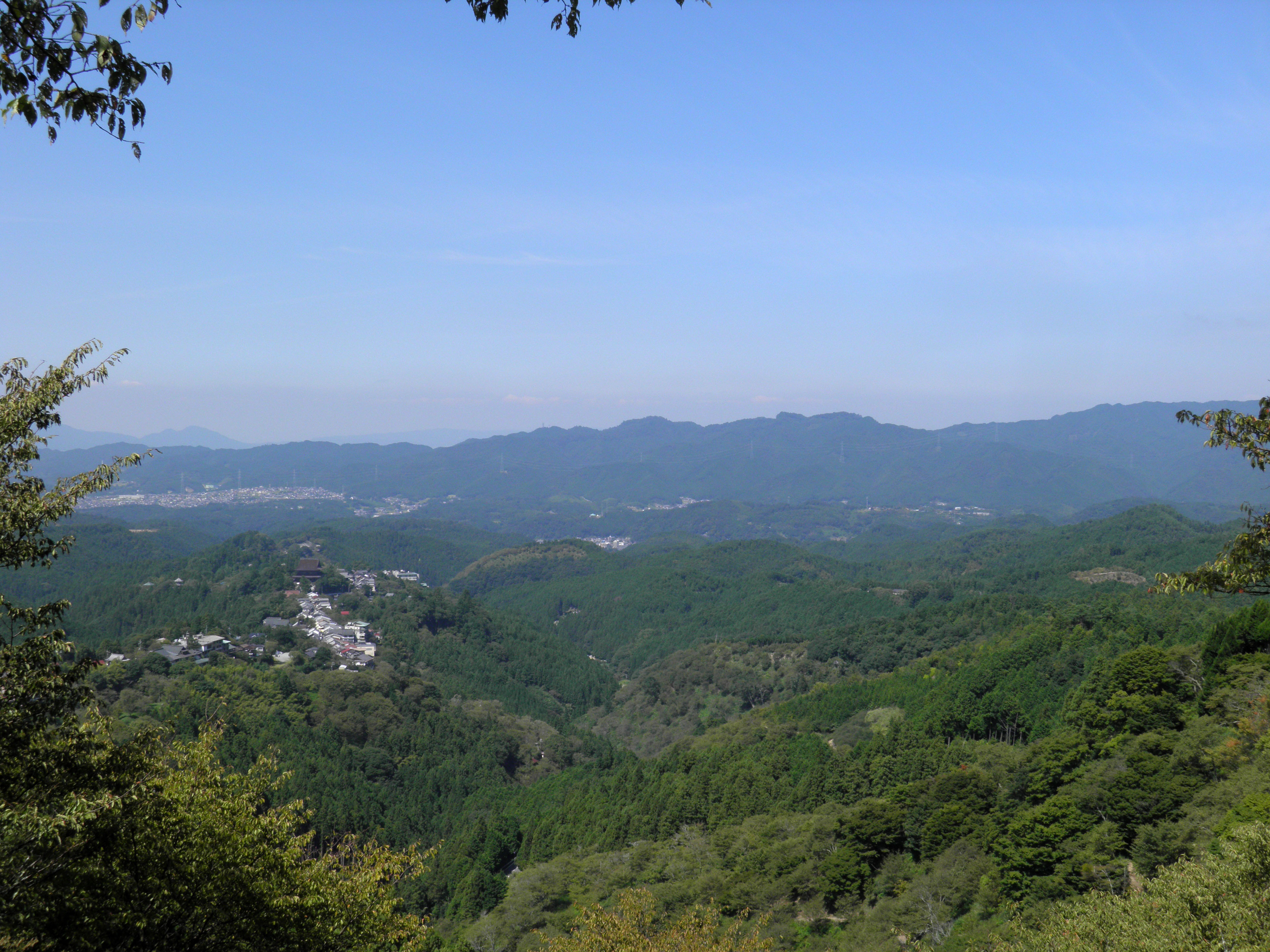
吉野山花矢倉付近より竜門山地を望む 2010年9月撮影
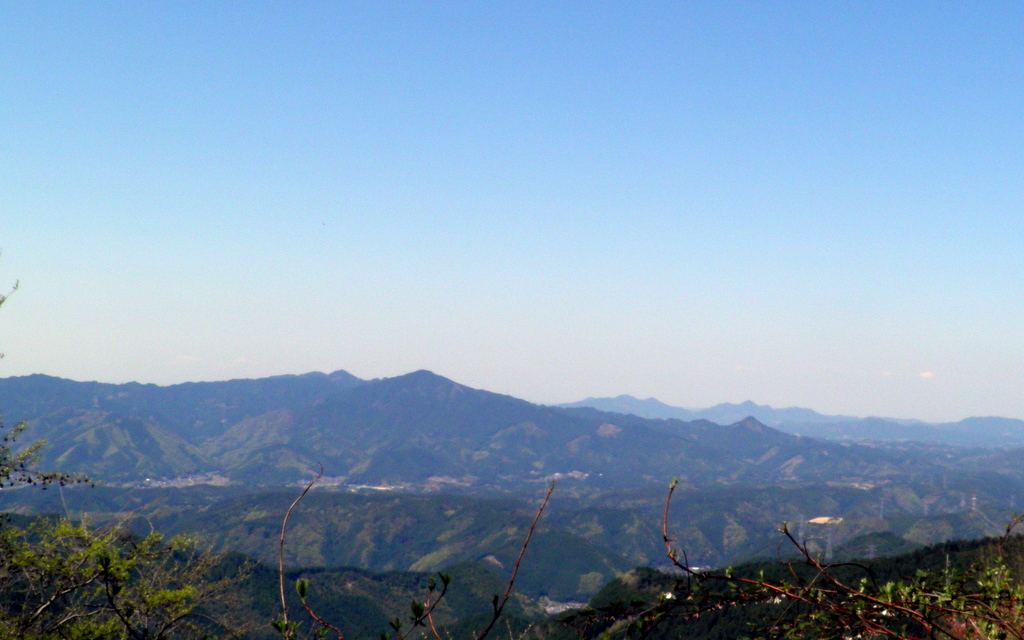
青根ヶ峰付近より竜門岳を望む 2010年4月撮影
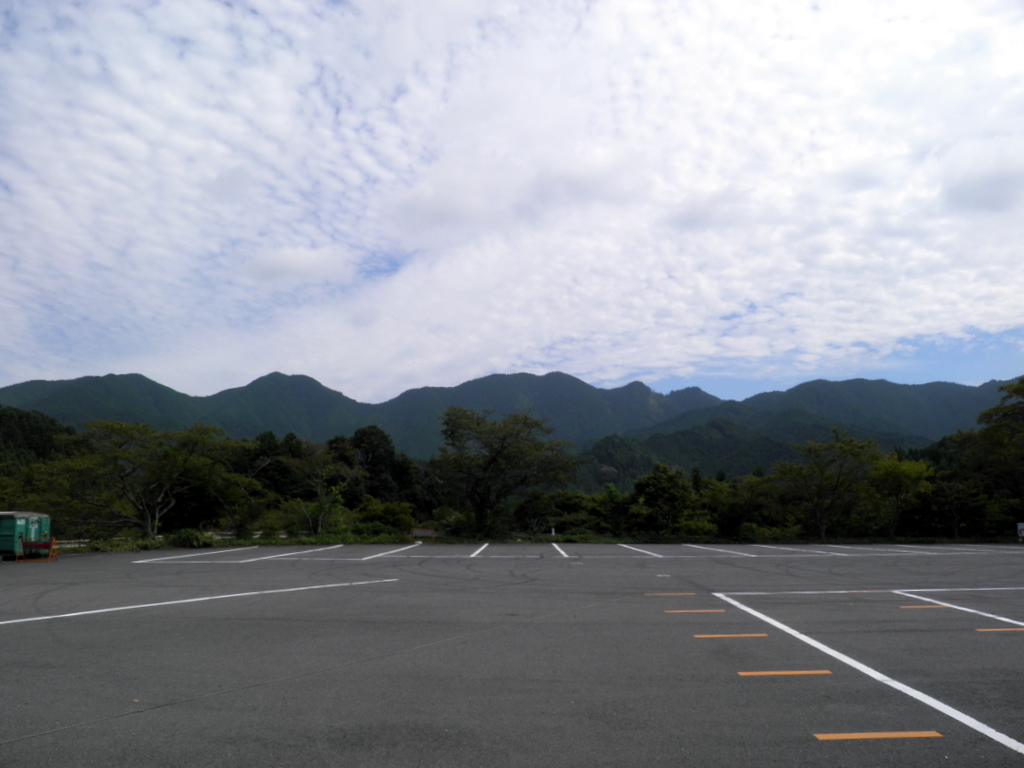
多武峰・談山神社第一駐車場より音羽三山を望む 2010年9月撮影

## 万葉集
万葉集に「倉椅（倉梯）の山」が登場するが、この山は現在の桜井市倉橋付近の山か、または倉橋付近から見える音羽山・多武峰（御破裂山）など竜門山地の山々とする説もある。
倉椅の山を高みか夜隠に出で来る月の光乏ともしき（巻3-290）- 小田事主が勢の山の歌一首
梯立の倉梯山に立てる白雲見まく欲り吾がするなへに立てる白雲（巻7-1282）- 作者不詳
また同じく万葉集に登場する「倉梯川」は竜門山地を源流とする寺川（大和川水系）の古称である。
梯立の倉梯川の石の橋はも男盛に吾が渡せりし石の橋はも（巻7-1283）- 作者不詳　
梯立の倉梯川の川の静菅吾が刈りて笠にも編まず川の静菅（巻7-1284）- 作者不詳
なお、桜井市倉橋には崇峻天皇陵があり、また天武天皇7年（678年）には倉梯川の川上に斎宮を建てたと日本書紀巻二十九にある。

## 竜門山地を越える主な道
- 芦原峠 - 国道169号。芦原トンネル
- 壺坂峠 - 奈良県道269号線
- 芋ヶ峠 - 奈良県道15号線
- 龍在峠
- 細峠 - 奈良県道37号線。新鹿路トンネル
- 大峠 - ふるさと農道、大峠トンネル